# Pentagon Papers
The Pentagon Papers, officielt Report of the Office of the Secretary of Defense Vietnam Task Force, er en beskrivelse udarbejdet af USA's forsvarsministerium om USA's politiske og militære involvering i Vietnam fra 1945 til 1967. Dokumenterne blev bragt til offentlighedens kundskab af Daniel Ellsberg, der havde deltaget i udarbejdelsen af dokumenterne; de blev bragt til offentligheden på forsiden af The New York Times i 1971. En artikel fra 1996 i The New York Times hævdede, at 'The Pentagon Papers bl.a. havde påvist, at præsident Lyndon B. Johnsons regering "systematisk løj, ikke kun overfor offentligheden, men også overfor Kongressen."
Mere specifikt afslørede dokumenterne, at USA i hemmelighed havde udvidet sit engagement i Vietnamkrigen med bombninger i nabolandene Cambodia og Laos og med angreb på kysterne Nordvietnam, der ikke blev nævnt i medierne. Ellsberg blev oprindeligt tiltalt for sammensværgelse, spionage og tyveri af offentlig ejenom, men tiltalerne blev senere opgivet, da anklagerne knyttet til retsopgøret efter Watergateskandalen konstaterede, at embedsmænd i Nixon-administrationen havde instrueret personerne, der havde stået for indbruddet i Watergate-bygningen i at grave smuds frem om Ellsberg.
I juni 2011 blev The Pentagon Papers deklassificeret og fuldt offentliggjort.